# Attività della CIA in Italia
La CIA, agenzia di spionaggio per l'estero statunitense, è stata coinvolta nella politica italiana dalla fine della seconda guerra mondiale. La CIA fece oscillare le elezioni generali del 1948 a favore dei democristiani di centro-destra e avrebbe continuato negli anni successivi a intervenire nella politica italiana.

## 1948

### Elezioni politiche italiane del 1948
Le elezioni politiche del 1948 furono fortemente influenzate dalla Guerra fredda che stava iniziando tra gli Stati Uniti e l'Unione Sovietica.
La CIA ha riconosciuto di aver donato 1 milione di dollari ai partiti centristi italiani. La CIA è stata anche accusata di aver pubblicato lettere false per screditare i dirigenti del Partito Comunista Italiano (PCI). Il National Security Act del 1947, che rese possibili le operazioni segrete all'estero, era stato convertito in legge circa sei mesi prima dal presidente statunitense Harry S. Truman.

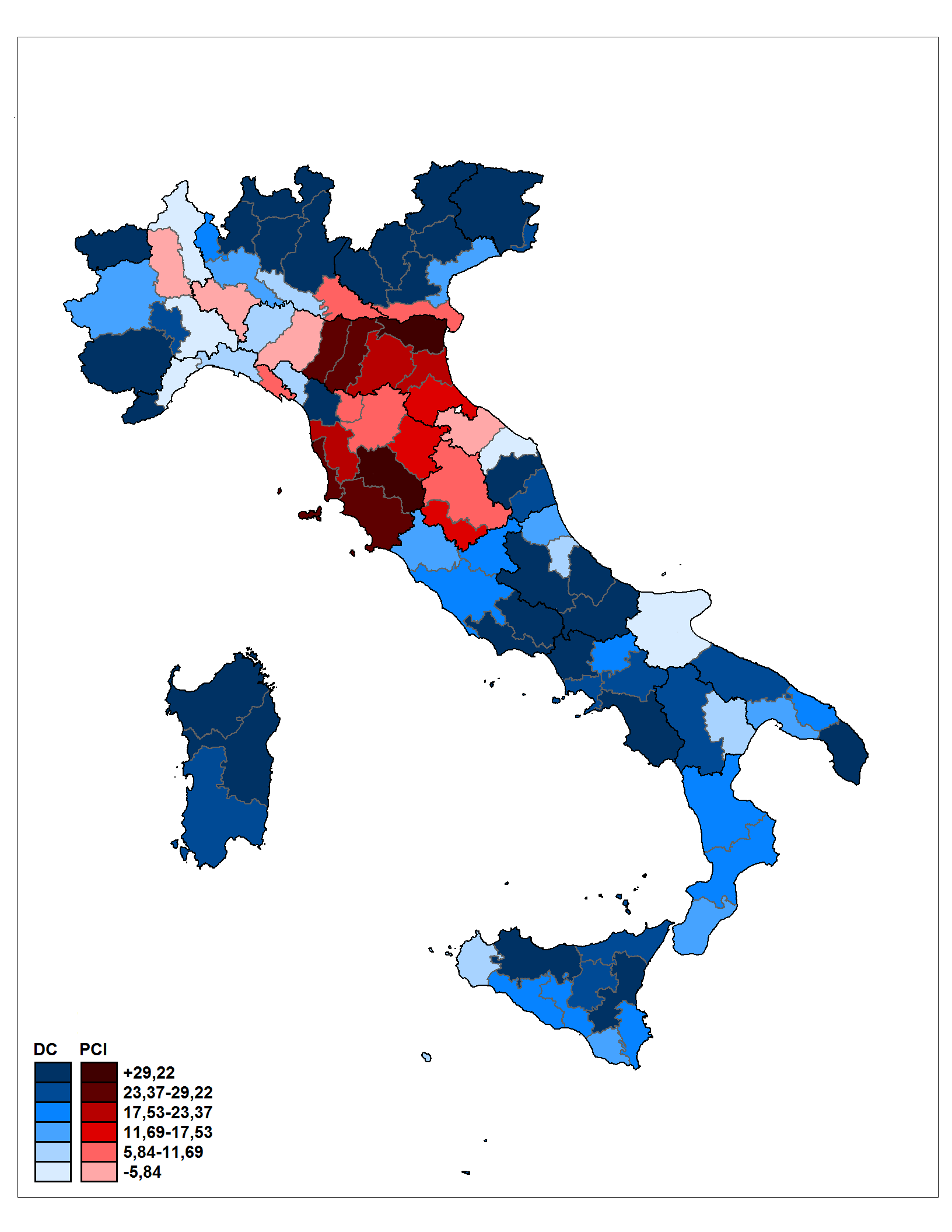
Differenze di voti tra PCI e DC durante alla Camera per le Elezioni politiche del 1948

"Avevamo sacchi di denaro che consegnavamo a politici selezionati, per coprire le loro spese politiche, le loro spese per la campagna elettorale, per manifesti, per opuscoli", secondo l'agente della CIA F. Mark Wyatt. Per influenzare le elezioni, le agenzie statunitensi hanno intrapreso una campagna di scrittura di dieci milioni di lettere, fatto numerose trasmissioni radiofoniche in onde corte e finanziato la pubblicazione di libri e articoli, per allarmare gli italiani riguardo a quelle che si ritenevano le conseguenze di una vittoria comunista. La rivista Time sostenne la campagna, presentando il presidente della Democrazia Cristiana e presidente del Consiglio Alcide De Gasperi in copertina e nella sua testata il 19 aprile 1948.
Nel complesso, gli Stati Uniti hanno incanalato da 10 a 20 milioni di dollari nel paese per scopi specificamente anti-PCI. Inoltre, milioni di dollari dalla Economic Cooperation Administration affiliata al Piano Marshall sono stati spesi in "attività di informazione" anticomuniste.
La CIA sostiene che il PCI fosse finanziato dall'Unione Sovietica. Sebbene i numeri siano controversi, ci sono prove di alcuni aiuti finanziari, descritti come occasionali e modesti, dal Cremlino. Il funzionario del PCI Pietro Secchia e Stalin avrebbero discusso del sostegno finanziario.
I Democratici Cristiani alla fine vinsero le elezioni del 1948 con il 48% dei voti e il Fronte Democratico Popolare (FDP) ricevette il 31%. La pratica della CIA di influenzare la situazione politica italiana si è ripetuta in ogni elezione per almeno i successivi 24 anni. Una coalizione di sinistra non avrebbe vinto le elezioni generali per i successivi 48 anni fino al 1996. Gli Stati Uniti osservavano da vicino l'Italia nella loro determinazione a mantenere una presenza vitale della NATO nel mar Mediterraneo e mantenere lo status quo concordato a Yalta dell'Europa occidentale.

### Guerra fredda
La CIA ha fornito una media di 5 milioni di dollari all'anno in aiuti segreti all'Italia dalla fine degli anni '40 ai primi anni '60. Uno studio, declassificato nel 2016, concentrato sul ruolo dell'ambasciatrice statunitense in Italia, dal 1953 al 1957, Clare Boothe Luce mostra come, oltre a supervisionare un programma di sostegno finanziario nascosto ai governi centristi italiani, abbia utilizzato l'assegnazione di contratti nell'ambito del Programma di appalti offshore del Dipartimento della Difesa per indebolire la presa del Partito Comunista Italiano sui sindacati.

## 1990

### Operazione Gladio
I funzionari del governo italiano concordano sul fatto che una rete stay-behind chiamata Operazione Gladio era stata costituita contro la possibilità di un'invasione dell'Italia del Patto di Varsavia, mai verificatasi. È contestato, tuttavia, se questa rete sia stata coinvolta in una serie di azioni terroristiche "false flag" fasciste in Italia che sono state attribuite alle "Brigate Rosse" e ad altri gruppi politici di sinistra nel tentativo di screditare politicamente la sinistra italiana.
Il magistrato veneziano Felice Casson, mentre indagava su un'autobomba degli anni '70 a Sagrado, ha scoperto riferimenti a Gladio mentre cercava tra i file del SISMI, il servizio di intelligence italiano. La rivista Time ha citato il primo ministro Giulio Andreotti il quale ha ammesso che Gladio è esistito a causa del clima dei tempi e ha rimproverato l'opposizione di "insinuare sospetti". Ha insistito sul fatto che sebbene Gladio avesse una struttura militare, "non era mai stata coinvolta in attività terroristiche". Secondo Charles Richard, scrivendo per The Independent, il generale Paolo Inzerilli, capo di gabinetto del Sismi, ha affermato che la rete è stata chiusa nella prima settimana del novembre 1990. Una commissione parlamentare sull'intelligence, indagando sulla vicenda Gladio, ha ascoltato le testimonianze di tre ex primi ministri: Amintore Fanfani, Ciriaco De Mita e Bettino Craxi. Richards ha detto che il generale Gerardo Serravalle, capo di Gladio dal 1971 al 1974, ha detto a un giornalista televisivo che ora pensava che l'esplosione a bordo dell'aereo Argo 16 il 23 novembre 1973 fosse probabilmente opera dei membri di Gladio che si rifiutavano di consegnare le armi che avevano ottenuto da Gladio. Fino ad allora era opinione diffusa che il sabotaggio fosse stato effettuato dal Mossad, il servizio segreto estero israeliano, in rappresaglia alla decisione del governo italiano filo-libico di espellere, piuttosto che processare, cinque arabi che avevano cercato di far saltare in aria un aereo di linea israeliano. Gli arabi erano stati allontanati dal paese a bordo dell'Argo 16.
Il dipartimento di stato degli Stati Uniti ha negato il coinvolgimento di tipo terroristico e ha dichiarato che alcune delle affermazioni sono state influenzate da un presunto falso sovietico, il "Manuale da campo dell'esercito americano 30-31B".

## 2003

### Caso Abu Omar
Il caso Abu Omar si riferisce al rapimento e trasferimento in Egitto dell'Imam di Milano Hassan Mustafa Osama Nasr, noto anche come Abu Omar. Le questioni legali del caso riguardano le extraordinary rendition effettuate dalla CIA nel contesto della guerra globale al terrorismo.
Il 23 dicembre 2005, un giudice ha emesso un mandato d'arresto europeo contro 22 agenti della CIA per il presunto rapimento di un sospetto terrorista egiziano. Il 22 gennaio 2006 il Ministro degli Esteri italiano ha inoltrato alle autorità statunitensi una richiesta di assistenza legale.